# エドナ・マッコーネル・クラーク財団
エドナ・マッコーネル・クラーク財団（マッコーネル・クラーク財団、クラーク財団、EMCFとも呼ばれる）は、ニューヨークに拠点を置く財団である。
現在はアメリカ合衆国の低所得層の若者（9歳から24歳）に教育・就労などの機会を提供することに注力している。同財団は、他の資金提供者とのパートナーシップを通じて、実績のある成長可能性が高いプログラムに対して大規模かつ長期的な投資を行い、恵まれない若者のニーズに応える。以前は、刑事司法改革、体系的な学校改革、熱帯病研究、児童保護などに取り組んでいた。
創設者であるエドナ・マッコーネルの財産は、彼女の父であるエイボンの創設者、デビッド・H・マッコーネルから受け継がれたものである。
1999年から、EMCFは経済的に恵まれない若者とそれを支援する非営利組織に資源投下を集中さる。現在では、高いパフォーマンスを誇る非営利団体に対して、事業計画、組織能力、およびプログラムの効果検証のための支援を行い、プログラムの拡大を目指している。
2007年には、最も有望な3つの助成対象団体の支援のために新たに3,900万ドルを拠出し、他の組織や個人篤志家から8,100万ドルを調達した。財団は1970年以降、7億6,200万ドル以上の助成金を提供しており、2013年9月30日時点で資産は約9億5,450万ドルである。ナンシー・ルーブが2005年からEMCFの社長を務めている。